# Kazimierz III. (Płock)
Kazimierz III. (poln. Kazimierz III.; * um 1449; † am 9. Juni 1480) war ein Herzog in Masowien. Er entstammte dem Adelsgeschlecht der masowischen Piasten. Er war ab 1454 zusammen mit seinen Brüdern Konrad III., Janusz II. und Bolesław V. Fürst von Warschau, Czersk, Nur, Łomża, Liw, Różan, Ciechanów, Wyszogród und Zakroczym. 1462 kam es zur Aufteilung unter den Brüdern und Kazimierz III. erhielt Płock, Wyszogród, Płońsk und Zawkrze. Ab 1474 verzichtete er auf Wyszogród und legte 1475 die Regierungsgeschäfte insgesamt nieder, um Bischof von Płock zu werden.

## Leben
Kazimierz III. war der sechstälteste Sohn von Herzog Bolesław IV. († 1454) und der Kiewer Prinzessin Barbara Aleksandrówna. Nach dem Tod seines Vaters wurden die Regierungsgeschäfte zunächst von seiner Mutter und dem Płocker Bischof Paweł Giżycki geführt. 1462 wurde sein Bruder Konrad III. für volljährig erklärt und übernahm die Regierungsgeschäfte. Kazimierz III. wurde zunächst für ein geistliches Amt vorbereitet. 1471 kam es zum Ausgleich zwischen den Brüdern und Kazimierz III. wurde ebenfalls an den Regierungsgeschäften beteiligt. Im gleichen Jahr verstarb jedoch der Płocker Bischof Ścibor z Gościeńczyc und Kazimierz III. bewarb sich um das Bischofsamt. Der polnische König Kasimir IV. Andreas hatte mit Andrzej Oporowski einen eigenen Kandidaten. Kaiser Friedrich III., der über seine Mutter Cimburgis von Masowien mit den masowischen Piasten verwandt war, unterstützte Kazimierz III. Da Kazimierz III. noch keine 30 Jahre alt war, übernahm er von 1471 nur die Verwaltung des Bischofsamt und wurde erst 1475 zum Bischof ernannt. Seine Fürstentümer teilten sich seine Brüder auf.

## Ehe und Familie
Kazimierz heiratete nicht und hatte keine Kinder. Er wurde in Pułtusk beigesetzt, wo er an einer Seuche verstarb.